# Monopyle subsessilis
Monopyle subsessilis är en tvåhjärtbladig växtart som beskrevs av George Bentham. Monopyle subsessilis ingår i släktet Monopyle och familjen Gesneriaceae. Inga underarter finns listade i Catalogue of Life.